# Keeskogel (Venedigergruppe)
Der  Keeskogel ist ein 3291 m ü. A. hoher Berg in der Venedigergruppe der Hohen Tauern in Österreich. Der Gipfel befindet sich ca. 4 km Luftlinie nordwestlich des Großvenedigers (3657 m). Der markierte, gletscherfreie Normalanstieg von der Kürsingerhütte (2548 m), stellt bei schneefreien und trockenen Verhältnissen einen relativ unschwierigen, eine Gehzeit von 1½ bis 2 Stunden erfordernden Zugang zum Gipfel dar (Trittsicherheit erforderlich). Besonders eindrucksvoll ist bei entsprechendem Wetter der Ausblick vom Gipfel zur Nordseite des Großvenedigers bzw. des Tauernhauptkammes und zur Gletscherlandschaft des Ober- und Untersulzbachkeeses.